# Miljevići (kanton sarajewski)
Miljevići – wieś w Bośni i Hercegowinie, w Federacji Bośni i Hercegowiny, w kantonie sarajewskim, w gminie Novo Sarajevo. W 2013 roku liczyła 31 mieszkańców, z czego większość stanowili Serbowie.